# لیبرالیسم و حدود عدالت
لیبرالیسم و حدود عدالت (به انگلیسی: Liberalism and the Limits of Justice)، کتابی است دربارهٔ لیبرالیسم اثر فیلسوف مایکل سندل که در سال ۱۹۸۲ منتشر شد. این اثر به شروع بحث لیبرالیسم-کمونیتاریسم که بر فلسفه سیاسی انگلیسی-آمریکایی در دهه ۱۹۸۰ حاکم بود، کمک کرد.

## خلاصه
سندل در این کتاب از لیبرالیسم، آثار ایمانوئل کانت و فایده‌گرایی بحث می‌کند. او فیلسوف جان رالز را مورد انتقاد قرار می‌دهد و ایده‌های او را در نظریه عدالت (۱۹۷۱)، لیبرالیسم سیاسی (۱۹۹۳) و آثار دیگرش ارزیابی می‌کند. او همچنین فیلسوف رابرت نوزیک و ایده‌های او را در کتاب آنارشی، دولت و اتوپیا (۱۹۷۴) مورد انتقاد قرار می‌دهد.

## تاریخچه انتشار
لیبرالیسم و حدود عدالت اولین بار در سال ۱۹۸۲ توسط انتشارات دانشگاه کمبریج منتشر شد. در سال ۱۹۹۸، انتشارات دانشگاه کمبریج چاپ دوم آن را منتشر کرد.

## بازخورد
لیبرالیسم و حدود عدالت از سوی مارک ساگاف در مجله حقوق ییل نقد مثبتی دریافت کرد. ساگف «نقد سندل از مفاهیم فایده‌گرایانه و کانتی معاصر از خیر» را تأیید کرد. او با نظرات سندل در مورد لیبرالیسم و ماهیت آن موافق است. او همچنین با انتقادات سندل از دیدگاه رالز دربارهٔ منشأ اصول عدالت و «ایده قرارداد اجتماعی وابسته به فردگرایی مالکانه» موافق بود. او دیدگاه‌های سندل را با دیدگاه‌های فیلسوفان تامس هیل گرین، اف.اچ. بردلی، و برنارد بوسانکه مقایسه کرد، اما معتقد بود که کار او از آن‌جایی که فراتر از آن‌ها پیش نمی‌رود، قابل انتقاد است و برخی از سؤالات را حل‌نشده باقی می‌گذارد.
شلدون وولین، فیلسوف، این کتاب را «بهترین نقد سیاسی رالز از منظر جمعی و مشارکتی» نامید. ریچارد رورتی این کتاب را «روشن و قوی» توصیف کرد. او سندل را با ارائه «استدلال‌های بسیار ظریف و قانع‌کننده علیه تلاش برای استفاده از تصور معینی از خود، یک دیدگاه متافیزیکی خاص از این‌که انسان‌ها چگونه هستند، برای مشروعیت بخشیدن به سیاست لیبرال» اعتبار می‌دهد. فیلسوف جاناتان ولف نوشت که سندل کامل‌ترین استدلال را که رالز فلسفه سیاسی خود را بر اساس متافیزیک غیرقابل دفاع از خود استوار می‌کند، ارائه می‌دهد. فیلسوف ویل کیملیکا نوشت که لیبرالیسم و حدود عدالت شناخته‌شده‌ترین کتاب سندل است و به شروع بحث لیبرالیسم - کمونیتاریسم که بر فلسفه سیاسی انگلیسی-آمریکایی در دهه ۱۹۸۰ حاکم بود کمک کرد.

### کتاب‌ها
- کیملیکا, ویل (1995). "سندل، مایکل".  In هوندریچ, تد (ed.). کتاب همراه فلسفه آکسفورد. آکسفورد: انتشارات دانشگاه آکسفورد. ISBN 0-19-866132-0.
- رورتی, ریچارد (1990). "اولویت دموکراسی به فلسفه".  In مالاچوفسکی, آلن (ed.). مرور رورتی: پاسخ‌های انتقادی به فلسفه و آینه طبیعت (و فراتر از آن). آکسفورد: بازیل بلک‌ول. ISBN 0-631-16149-X.
- سندل, مایکل (2006). لیبرالیسم و حدود عدالت. کمبریج: انتشارات دانشگاه کمبریج. ISBN 0-521-56741-6.
- وولین, شلدون (2004). سیاست و چشم‌انداز: تداوم و نوآوری در اندیشه سیاسی غرب. نیوجرسی، بریتانیا: انتشارات دانشگاه پرینستون. ISBN 0-691-11977-5.
- وولف, جاناتان (1991). رابرت نوزیک: دارایی، عدالت و دولت حداقلی. استانفورد، کالیفرنیا: انتشارات دانشگاه استنفورد. ISBN 0-8047-1856-3.

### مجلات
- ساگف, مارک (1983). "نقد و بررسی: حدود عدالت". مجله حقوقی ییل. ۹۲ (6). doi:10.2307/796284. JSTOR 796284.